# نورستان (نشان)
نورستان هي بلدة في مقاطعة نشان في ولاية قشقداريا في أوزبكستان.